# Мельничук Василь Григорович
Василь Григорович Мельничук (нар. 18 лютого 1957, Сімферополь, УРСР) — український футбольний арбітр. З 1993 по 2002 роки арбітр ФІФА. Представляв місто Сімферополь.

## Життєпис
Василь Мельничук народився 18 лютого 1957 року в Сімферополі. У 1979 році закінчив Одеський інженерно-будівельний Інститут за спеціальністю «Інженер-будівельник». З 1979 по 1989 рік працював в будівельних організаціях Сімферополя. З 1990 року був керівником комерційної структури.

### Кар'єр судді
З 1976 по 1984 рік був арбітром колективів фізкультури та юнацьких змагань. 1984 по 1991 роки працював арбітром другої ліги СРСР та в перехідної ліги, в цей же період був асистентом арбітра першої ліги СРСР.
З 1992 по 2005 роки був арбітром вищої ліги чемпіонату України. Арбітр ФІФА (1993—2002).
З 2000 року був головою Федерації футболу Сімферополя.

### На посаді інспектора та суддівського спостерігача
В 2006 роках почав працювати суддівським інспектором на матчах ДЮФЛУ та аматорського чемпіонату України. У 2006—2007 роках був інспектором на матчах другої ліги чемпіонату України. А в 2007—2008 роках був уже інспектором на матчах першої ліги. З 2009 року працює інспектором вищої та Прем'єр-ліги України.
З 2011 року працює суддівським спостерігачем УЄФА.

### Ключові матчі
- Фінал кубка України з футболу 1999
- Фінал кубка України з футболу 2001
- Фінал кубка України з футболу 2002

## Досягнення
- Найкращий арбітр України (3): 2000, 2001, 2002.